# HD 153201
HD 153201 je zvezda tipa Bp v južnem ozvezdju Oltarja. Zaradi anomalistične pogostosti elementa silicija v svojem spektru je kemijsko posebna zvezda. Verjetno je zvezda spremenljivka tipa Alfe2 Lovskih Psov. Obkroža jo tudi spremljevalec z magnitudo 9,86 na kotni razdalji okoli 2,30 ˝ v pozicijskem kotu 131°.